# Ursula Straumann
Ursula Straumann (* 7. Januar 1944 in Kairo; † 14. Juli 2024 in Frankfurt am Main) war Schweizer Psychologin.
Sie lehrte und forschte von 1978 bis 2009 als Professorin an der Frankfurt University of Applied Sciences und trug massgeblich zur Professionalisierung und Entwicklung von Qualitätsstandards in der Beratung bei. Unter anderem setzte sie eine wissenschaftlich fundierte Beratungsausbildung mit einem international anerkannten akademischen Grad (Master of Arts) um.

## Leben
Nach dem Tod des Vaters zog die Familie 1960 von Ägypten zurück in die Schweiz. 1968 heiratete sie den Basler Ökonomen Peter Straumann (gestorben 1980) und zog mit ihm in die BRD. Seit 1986 lebte sie in Frankfurt in Lebensgemeinschaft mit ihrem Kollegen Friedrich Barabas.

### Laufbahn
Aufbauend auf ihrem pädagogisch orientierten Schulabschluss in der Schweiz und nach einer zweijährigen Praxis als Grundschullehrerin in einem Heim für verhaltensauffällige Kinder aus Unterschichtsfamilien studierte Ursula Straumann Angewandte Psychologie in Zürich; das Studium schloss sie 1968 mit besonderer Studienrichtung Psychologische Diagnostik und Beratung ab.
Sie begann ihre wissenschaftliche Laufbahn an der damals neuen Reformuniversität in Regensburg. Von 1968 bis 1973 arbeitete sie dort als wissenschaftliche Mitarbeiterin am Lehrstuhl für Angewandte Psychologie und lehrte psychologische Diagnostik und Sozialisationstheorien. Nebenberuflich war sie Supervisorin in Kinderheimen.
1973 zog Ursula Straumann nach Marburg und arbeitete zunächst als Gemeinwesenarbeiterin in einem sozialen Brennpunkt. Parallel dazu studierte sie am Fachbereich Erziehungswissenschaften in Marburg Sozialpädagogik und Sozialarbeit und befasste sich theoretisch und praktisch in Forschungsprojekten mit spezifischen Problemen und Konflikten in sozialen Brennpunkten. Sie wurde Mitbegründerin der Landesarbeitsgemeinschaft Soziale Brennpunkte, Hessen.

### Beratung
Straumann entwickelte einen humanistisch geprägten, wissenschaftlichen personzentrierten Beratungsansatz, der auf dem Person Centered Approach von Carl Rogers und seinen Mitarbeitern sowie dem von Gert-Walter Speierer entwickelten Differentiellen Inkongruenz Modell (DIM) basiert. Das Konzept basiert auf einer differenziellen Diagnostik und zielt darauf ab, Selbstbewusstsein, Selbstvertrauen und Selbstmanagement von Einzelnen und Gruppen sowie die Funktionstüchtigkeit von Organisationen und Unternehmen herzustellen.

### Lehre und Forschung
Straumann vertrat in Lehre und Forschung die Schwerpunkte Kommunikation, Beratung, Mediation, Konfliktmanagement und Krisenintervention. Unter ihrer Leitung erarbeitete ein interdisziplinäres Forschungsgremium Standards zur Professionalisierung von Beratung sowie zur wissenschaftlichen Fundierung einer international anerkannten Ausbildung mit dem akademischen Grad Master of Arts. Dieser Master-Grad eröffnet ein Promotionsrecht und somit die Möglichkeit einer weiteren Professionalisierung. Daraus entwickelten sich interdisziplinär weiterbildende Studiengänge und ab 2000 die interdisziplinären Masterstudiengänge „Beratung und Sozialrecht“ sowie „Beratung in der Arbeitswelt – Coaching, Supervision und Organisationsberatung“.
2005 erhielt sie den Innovationspreis der Frankfurt University of Applied Sciences für herausragende Leistungen in Forschung und Lehre.

### Mitgliedschaften und Gründungen
Seit 1976 war Straumann Mitglied der Gesellschaft für wissenschaftliche Gesprächspsychotherapie und Beratung (GwG), wo sie zwischen 1986 und 2010 auch im wissenschaftlichen Beirat war und die Arbeit mitprägte. Seit 1995 war sie Mitglied und Supervisorin der Deutschen Gesellschaft für Supervision (DGSv) und Mitglied des Fördervereins der Frankfurt University of Applied Sciences. Gemeinsam mit Fachkollegen gründete sie 2004 die Deutsche Gesellschaft für Beratung (DGfB) und die Vereinigung von Hochschullehrerinnen und Hochschullehrern zur Förderung von Beratung/Counseling in Forschung und Lehre (VHBC).
2015 initiierte Ursula Straumann zusammen mit anderen humanistischen Beratern und Beraterinnen den Verein Humanistische Unternehmensberatung (HUB). Ziel des Vereins ist es, die Akzeptanz humanistischer Unternehmensberatung und Organisationsentwicklung zu fördern.

## Publikationen

### Bücher
- Ursula Straumann (Hrsg.): Beratung und Krisenintervention: Materialien zu theoretischem Wissen im interdisziplinären Bezug. [Gesellschaft für wissenschaftliche Gesprächspsychotherapie e.V.] GWG-Verlag, Köln 1993, ISBN 978-3-926842-12-1
- Ursula E. Straumann, Wolfgang Schrödter (Hrsg.): Verstehen und Gestalten: Beratung und Supervision im Gespräch (Gesellschaft für wissenschaftliche Gesprächspsychotherapie e.V.). GWG-Verlag, Köln 1998, ISBN 978-3-926842-23-7
- Ursula Straumann: Professionelle Beratung: Bausteine zur Qualitätsentwicklung und Qualitätssicherung. 2. Auflage. Asanger Verlag, Kröning 2001, ISBN 978-3-89334-371-3
- Ursula Straumann, Christiane Zimmermann-Lotz (Hrsg.): Personzentriertes Coaching und Supervision – ein interdisziplinärer Balanceakt. Asanger Verlag, Kröning 2006, ISBN 978-3-89334-455-0
- Silke G. Gahleitner, Ingmar Maurer, Eleonore Oja Ploil, Ursula Straumann (Hrsg.): Personzentriert beraten: alles Rogers? Theoretische und praktische Weiterentwicklungen. Belz Juventa Verlag, Weinheim/Basel 2013, ISBN 978-3-7799-2828-7

### Artikel
- Ursula Straumann: Klientenzentrierte Beratung. In: Frank Engel, Ursel Sickendiek (Hrsg.): Das Handbuch der Beratung (Band 2). DGVT Verlag, Tübingen 2004, ISBN 978-3-87159-049-8, S. 641 ff.
- Friedrich Barabas, Ursula Straumann: Beratung und Recht. Zu Inhalt und Methoden eines weiterführenden Studienganges. In: Sozialmagazin. Heft 3, Jahrgang 21, 1996. Juventa Verlag, Weinheim. ISSN 0340-8469, S. 42 ff.
- Ursula Straumann: Personzentrierte Supervision. In: DGSv aktuell – Informationsdienst der Deutschen Gesellschaft für Supervision. Heft 3, 16. Jahrgang, 2005, ISSN 0938-2399, S. 6 ff.
- Ursula Straumann: Personzentriertes Coaching – Ein Qualitätsmerkmal anwendungsorientierter Studiengänge an Fachhochschulen. In: Gesprächspsychotherapie und Personzentrierte Beratung., Heft 3, 36. Jahrgang,  2005. ISSN 0932-934X, S. 194 ff.
- Sofia Bengel, Notker Klann, Hubert Kötter, Anni Michelmann, Florian Moeser-Jantke, Frank Nestmann, Karl-Walter Pfeifer, Wolfgang Rechtien, Ursula Straumann: Das Beratungsverständnis der DGfB – Grundsatzpapier „Psychosoziales Beratungsverständnis“. Auf: Deutsche Gesellschaft für Beratung, Ein Forum für Qualität und Zukunft von Beratung. Abgerufen am 4. Februar 2018 (PDF; 74kb)
- Ursula Straumann: Der Personzentrierte Ansatz und seine Weiterentwicklungen in der Beratung. In: Gesprächspsychotherapie und Personzentrierte Beratung, S. 64, Köln Heft 2/2012, 43. Jahrgang, ISSN 0932-934X
- Ursula Straumann: Selbstoptimierung im Stadtteil durch Kommunikation und Beratung. In: Heinz A. Ries (Hrsg.): Hoffnung Gemeinwesen. Luchterhand Verlag, Neuwied 1997, ISBN 978-3-472-03117-8, S. 107 ff.
- Ursula Straumann: Prävention zwischen Individuum, Institution und Gesellschaft. In: Peter Paulus (Hrsg.): Prävention und Gesundheitsförderung: Perspektiven für die psychosoziale Praxis [Gesellschaft für wissenschaftliche  Gesprächspsychotherapie e.V.; Fachverband für Psychotherapie und Beratung]. Maternus, Köln 1992, ISBN 978-3-88735-108-3, S. 117 ff.